# Mein Rasend Herz
Mein Rasend Herz (niem. Moje serce szaleje) – ósmy album studyjny niemieckiego zespołu folk metalowego In Extremo. Promowany jest singlami "Nur Ihr Allein", "Horizont" i "Liam".

## Spis utworów
1. Raue See (In Extremo) – 4:31
2. Horizont (Extremo/Marta Jandová) – 3:41
3. Wesserbronner Gebet (In Extremo/Autor Nieznany, VIII wiek) – 4:27
4. Nur Ihr Allein (In Extremo) – 3:57
5. Fontaine La Jolie (In Extremo/Pieśń francuska) – 4:39
6. Macht Und Dummheit  (In Extremo) – 4:15
7. Tannhuser (Tannhäuser, XIII wiek) – 3:11
8. Liam (In Extremo/Rea Garvey) – 3:50
9. Rasend Herz (In Extremo) – 4:07
10. Singapur (In Extremo/Robert Beckmann) – 3:56
11. Poc Vecem (Per Vidal, XII wiek/In Extremo/Robert Beckmann) – 4:39
12. Spielmann (In Extremo) – 3:33

## Twórcy
- Michael "Das Letzte Einhorn" Rhein – śpiew
- Sebastian Oliver "Der Lange" Lange – gitara
- Andre "Dr. Pymonte" Strugala – dudy, harfa
- Marco "Flex Der Biegsame" Torzylsky – dudy
- Bris "Yellow Pfeiffer" Pfeiffer – dudy, harfa
- Kay "Die Lutter" Lutter – bass
- Rainer "Der Morgenstern" Morgenroth – perkusja
- Marta Jandová – śpiew (utwór 2)
- Rea Garvey – śpiew (utwór 8)